# 博浪沙
博浪沙是中国古代地名，秦汉时期属阳武县，在现今中华人民共和国河南省新乡市原阳县境内。

## 张良刺秦
汉初三杰之一的张良曾是韩国贵族，秦灭韩后，年轻的张良打算复仇，用万金家财招募到一位大力士，在博浪沙伏击秦始皇出巡的车队。大力士在车队经过时向秦始皇的坐车投掷了一个大铁锥，但却击中了旁边的副车，刺杀行动失败。

## 历史沿革
秦时始置阳武县，西汉置原武县。

## 遗址
陈平祠、张苍墓、玲珑塔。